# Judas (cântec)
„Judas” este un cântec al interpretei americane Lady Gaga, lansat la 15 aprilie 2011 sub egida casei de discuri Interscope Records. A fost doilea disc single extras de pe cel de-al doilea album de studio al solistei, Born This Way (2011). Compus și produs de Lady Gaga și RedOne, „Judas” este o melodie dance și electro house despre o femeie ce este îndrăgostită de un bărbat care a înșelat-o. Cântecul întruchipează incidentele care au bântuit-o pe Gaga în trecut, iar semnificația de bază a piesei se referă la părțile negative ale vieții de care nu poate scăpa. Artista a explicat mai târziu că „Judas” a fost, de asemenea, despre onorarea întunericului interior pentru a ajunge la iluminare. Coperta single-ului a fost creată de cântăreață în Microsoft Word. În ciuda impactului polarizant din partea mai multor grupuri religioase, cântecul a primit aprecieri din partea criticilor de specialitate. Aceștia au comparat „Judas” cu „Bad Romance” în timp ce alții au considerat că piesa ar fi trebuit să fie primul single de pe album.
„Judas” a obținut, în general, recenzii pozitive din partea criticilor. Sunetul cântecului este unul similar cu celelalte piese produse de RedOne, notabil „Poker Face”, „LoveGame”, „Bad Romance” și „Alejandro”. Piesa conține trei ante-refrenuri diferite și un break down cu influențe house. Gaga a explicat că versurile rostite în mijlocul piesei vorbesc despre ea ca nemaiputând fi adusă pe calea cea dreaptă în ceea ce privește opiniile tradiționale despre cum ar trebui să fie o femeie. „Judas” a avut parte de un număr mare de vânzări la început, însă a avut un succes mai scăzut în comparație cu single-urile anterioare ale solistei. Piesa a devenit un șlagăr de top 10 în majoritatea clasamentelor, ocupând locul întâi în Coreea de Sud.
Un videoclip pentru cântec a fost filmat în aprilie 2011, co-regizat de Gaga și Laurieann Gibson, iar actorul Norman Reedus a jucat în el. Videoclipul are o poveste biblică unde Reedus îl interpretează pe Iuda Iscariotul iar Gaga joacă rolul Mariei Magdalena. Acesta portretizează personajele ca fiind misionari ai zilelor noaste, într-o călătorie spre Ierusalim. Videoclipul include povestea biblică a lui Iuda, trădându-l pe Iisus, și se încheie cu Gaga drept Magdalena, fiind bătută cu pietre până la deces. Înainte de lansarea sa, Liga Catolică a criticat-o pe Gaga pentru utilizarea imaginilor religioase și rolul acesteia. Cu toate acestea, videoclipul a fost lăudat de către critici și a primit două nominalizări la ediția din 2011 a premiilor MTV Video Music Awards. Solista a interpretat „Judas” la numeroase emisiuni de televiziune, printre care The Graham Norton Show, Saturday Night Live, festivalul „Summer Concert Series” al emisiunii Good Morning America, X Factor, precum și The Ellen DeGeneres Show.

## Informații generale
„«Judas» este un cântec dance, cu siguranță, [...] Consider că «Judas» este o operă tradițională RedOne/Gaga. Este grozav deoarece are un mesaj serios, este puțin jucăuș, dar totuși serios, însă tot te trezești dansând pe el. Asta e ceea ce e grozav în legătură cu muzica ei. Știi, piesa mea preferată din toate timpurile, piesa dance «Billie Jean», este o poveste pe care nu te-ai gândi să o cânți, însă ajungi să dansezi și să-i cânți versurile. Acesta cred că e graalul muzicii pentru mine, cea dance”. 
În timpul unui interviu pentru revista Vogue, Gaga a dezvăluit că numele celui de-al doilea single va fi „Judas”. Solista a confirmat lansarea lui „Judas” ca single în timpul emisiunii radio a lui Ryan Seacrest la 14 februarie 2011, dezvăluind, de asemenea, faptul că RedOne a fost co-producătorul cântecului. La cea de-a 53-a ediție a premiilor Grammy, Gaga a spus pentru MTV News că dacă single-ul anterior, „Born This Way”, i-a șocat pe oameni, „Judas” îi va șoca și mai mult. În timpul emisiunii Last Call with Carson Daly, artista a explicat că piesa este despre a te îndrăgosti de bărbatul nepotrivit din nou și din nou. „Judas este un cântec foarte, foarte întunecat. E radical”, a adăugat aceasta. Solista a explicat, de asemenea, metaforele și semnificația din spatele piesei:
„«Judas» este o metaforă și o analogie despre iertare și trădare și lucruri care te bântuie în viață și despre cum consideri că întunericul din viața ta este cel care strălucește și aprinde lumina pe care o ai în tine. Cineva mi-a spus odată: «Dacă nu ai umbre, atunci înseamnă că nu stai în lumină». Așa că această piesă este despre a spăla picioarele binelui și răului și a înțelege și ierta demonii din trecutul tău, astfel încât să treci la măreția viitorului tău. Pur și simplu îmi plac metaforele cu adevărat agresive—mai dificile, mai dense, mai întunecate—și știu că și fanilor mei la place la fel de mult. Prin urmare, este o metaforă foarte interesantă și agresivă, dar este o metaforă.”
Gaga a descris mai apoi inspirația din spatele cântecului ca fiind ea însăși, mergând spre lumină și privind către diavolul din spate. „Cânt despre păcatul sfânt, chiar dacă sunt anumite moment din viața mea au fost atât de crude și relațiile pot fi atât de dure, eu tot sunt îndrăgostită de Iuda. Tot mă voi întoarce la acele lucruri rele”, a adăugat artista. În timpul unui interviu cu Google, Gaga a mai spus că semnificația melodiei este onorarea întunericului interior pentru a ajunge pe calea cea dreaptă și cum trebuie să înveți să te ierți pentru a putea să îți continui viața. Solista a povestit pentru Popjustice despre lucrurile care au bântuit-o în trecut, printre care  alegerile personale, bărbații, abuzul de droguri, frica de a se întoarce în New York, precum și înfruntarea vechilor relații. Astfel, „Judas” a reprezentat ceva care nu era bun pentru ea, însă de care nu putea scăpa. „Mă tot duc de colo-colo între întuneric și lumină pentru a înțelege cine sunt”, a spus cântăreața.

## Structura muzicală și versurile
Producătorul Fernando Garibay a spus că „Judas” sună similar cu single-urile anterioare ale lui Gaga, „Poker Face”, „LoveGame”, „Bad Romance” și „Alejandro”. Potrivit lui Jocelyn Vena de la MTV, „Judas” o regăsește pe Gaga într-un teritoriu muzical similar, în timp ce din punct de vedere vocal, artista se află într-un teritoriu nou; conform Popjustice, în versuri și ante-refren, Gaga realizează o combinație între cântat și rap, într-un stil jamaican. Jason Gregory de la site-ul Gigwise a numit „Judas” „o felie mare de electro-house de cel mai înalt ordin”. Cântecul conține trei ante-refrenuri și începe cu solista, cântând „Oh-oh-oh-oh-oh, I'm in love with Judas” (ro.: „Oh-oh-oh-oh-oh, sunt îndrăgostită de Iuda”), acompaniată de sintetizatoare. Versul este urmat de un beat electro zgomotos, Gaga cântând „Judahhh/ Juda-a-ah/ Gaga”. Rostirea acestor cuvinte aduc aminte de versul de început al piesei „Bad Romance”. Versule parțial vorbite sunt rostite de cântăreață într-un accent caraibian. Primul vers urmează: „When he comes to me I am ready/ I'll wash his feet with my hair if he needs/ Forgive him when his tongue lies through his brain/ Even after three times, he betrays me/ I'll bring him down, a king with no crown” (ro.: „Când vine spre mine sunt pregătită/ Îi voi spăla picioarele cu părul meu dacă va avea nevoie/ Îl iert atunci când minte cu nerușinare/ Chiar și după a treia oară, el mă trădează/ Îl voi doborî, un rege fără coroană”).

## Coperta și lansarea
În cel de-al 42-lea episod al seriei de videoclipuri online intitulate Transmission Gagavision, a fost dezvăluit faptul că fotografia utilizată pentru copertă a fost creată de Gaga în Microsoft Word și conține un fundal negru, alături de cuvântul „Judas”, scris cu majuscule și litere roșii în fontul Impact. Sub acesta, o cruce creștină și roșie cu o inimă în mijloc. Cântăreața a fotografiat design-ul de pe ecranul calculatorului utilizându-și telefonul mobil „pentru textură” rezultând în pixeli vizibili pe litere și cruce, precum și o reflectare slabă a feței și mâinilor cântăreței, ținând telefonul. Episodul a prezentat-o pe Gaga stând la o ședință împreună cu echipa Haus of Gaga, discutând detalii despre lansarea albumului. În jurul artistei sunt prezenți mai mulți fotografi, MTV speculând că aceștia ar avea legătură cu „Judas”. Într-o anumită fotografie, cuvântul „Judas” a fost scris cu o cruce pe el. Jocelyn Vena de la MTV a fost de părere că imaginea ar fi putut apărea cu ușurință în versiunea regizată de Baz Luhrmann a filmului Romeo și Julieta (1996).
În cel de-al 41-lea episod al Transmission Gagavision, cântăreața a anunțat faptul că lansarea melodiei va avea loc în curând. Pe lângă anunț, solista a adăugat și un mesaj abstract: „Să înceapă botezul cultural. Dacă ei nu ar fi cine ai fost tu învățat că au fost, ai mai crede?”. S-a stabilit inițial ca lansarea single-ului să aibă loc pe 19 aprilie 2011, moment în care acesta ar fi trebuit să fie trimis către stațiile radio și către distribuitorii digitali de muzică. Cu toate acestea, în urma apariției ilegale a piesei pe internet, lansarea a fost mutată pe 15 aprilie 2011 pentru a contracara scurgerile de informații. Înainte de lansare, Gaga postat un mesaj pe Twitter în legătură cu single-ul, spunând: „#PawsUpForJudas! Am învățat că dragostea e ca o cărămidă, poți să construiești o casă sau poți să afunzi un cadavru”. Pe 15 aprilie 2011, cu câteva ore înainte de premiera la radio a piesei, artista a postat: „Chiar și după a treia oară, el mă trădează”, amintind de versurile legate de iubire și trădare. În Regatul Unit, „Judas” a fost difuzat pentru prima oară la postul The Capital FM Network la 15 aprilie 2011, în timpul emisiunii Home Run. Gaga a vorbit despre apariția ilegală a piesei pe internet înainte de lansare în cel de-al 43-lea episod al Transmission Gagavision, comparând sentimentul resimțit cu descărnarea: „O moarte lentă! [...] Mi-au rupt cântecul bucată cu bucată! Mai întâi a fost brațul, apoi ficatul...”

## Receptare

### Critică

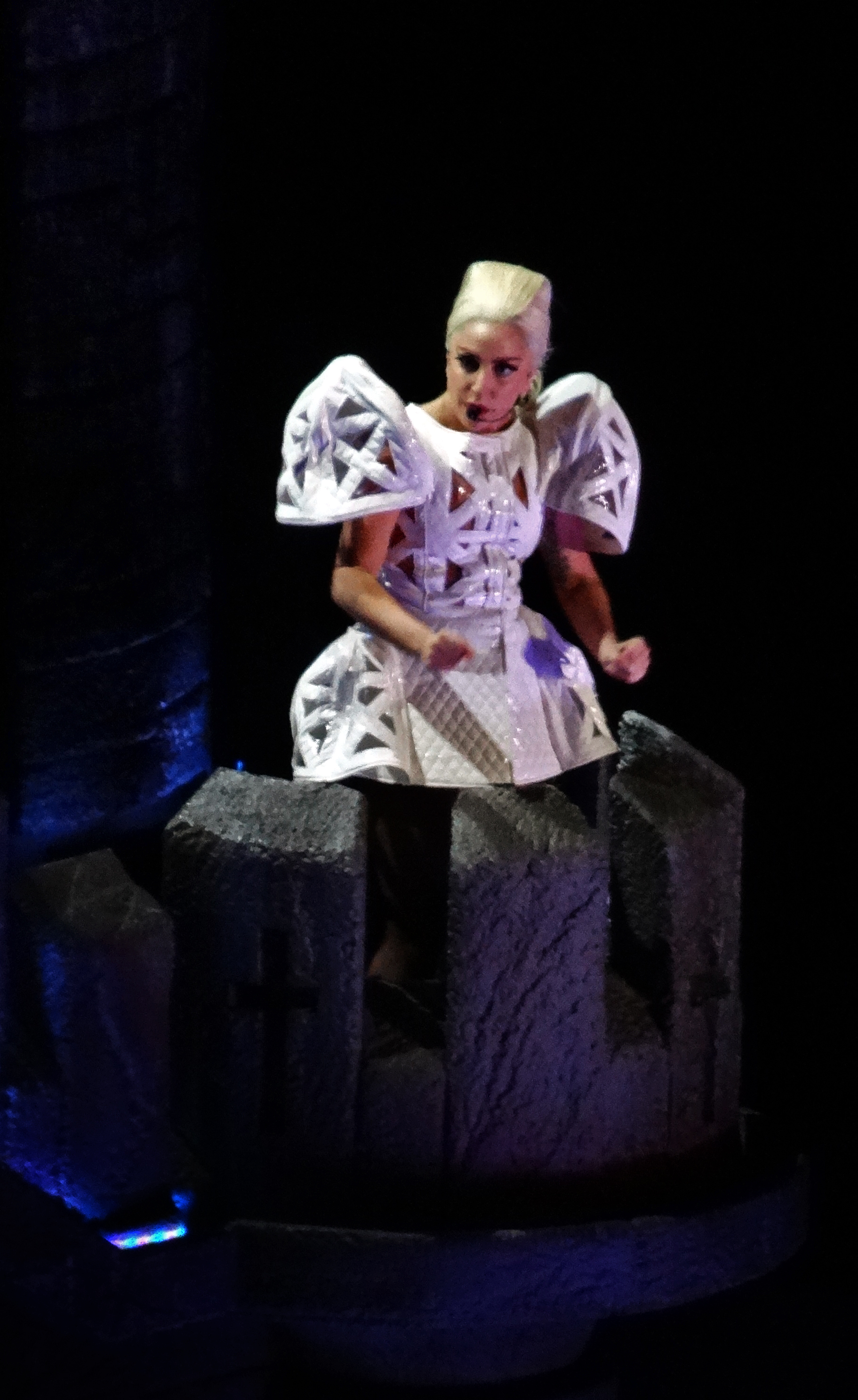
Lady Gaga interpretând piesa „Judas” în turneul Born This Way Ball, stând în vârful unui balcon al castelului medieval.

„Judas” a primit, în general, aprecieri din partea criticilor de specialitate. Jonathan Van Meter de la revista Vogue i-a oferit single-ului o recenzie pozitive, spunând că piesa sună asemănător uneia compuse de The Ronettes, însă cu un beat dance „ciocănitor”. Dinh de la MTV a observat faptul că „Bad Romance” și „Judas” au o compoziție similară. Popjustice l-a comparat, de asemenea, cu „Bad Romance”, descriind melodia ca fiind „o variantă foarte evoluată a «Bad Romance» din anul 2511, placată cu titan, călătorind în timp cu o jumătate de mileniu înapoi pentru a salva muzica de un val de trăncăneli pop obsedate de muzica de club. Acesta este «Judas»”. Kevin O'Donnel de la revista Spin a considerat că piesa sună precum un hit industrial-disco gălăgios, descriind interpretarea vocală a solistei ca fiind: „exagerat: Mai întâi alternează între rap, un monoton robotic și un cârâit al unei ciori — înainte de a pluti într-un refren mai convențional care se apropie foarte mult de «Bad Romance»”. Criticul a complimentat energia cântecului și a fost de părere că breakdown-ul acesteia a fost unul dintre cele mai bizare lucruri care s-au petrecut pe scena muzicii pop în anul 2011. Într-o recenzie pentru Slant Magazine, Eric Henderson a observat că deconectarea și abaterea de la single-ul anterior, „Born This Way”, a fost mai pronunțată cu „Judas”.
Amos Barshad de la revista New York a spus că melodia l-a făcut să își amintească de un moment în care acesta dansa beat într-o discotecă din Berlin. Dan Martin de la revista NME a afirmat faptul că „Judas” este cântecul cu care Gaga ar fi trebuit să revină. Cu toate acestea, el a înțeles de ce nu a ales să îl lanseze ca primul disc single extras de pe albumul Born This Way, dat fiind fapt că piesa cu același nume este caracteristică stilului muzical al artistei. Aceeași viziune a avut-o și Matthew Perpetua de la Rolling Stone, opinând că „Judas” a avut propriile sale farmece iar „cele trei ante-refrenuri incredibil de captivante reamintesc de elementele specifice lui Gaga”. Maura Johnston de la The Village Voice a descris piesa ca fiind un geamăn a lui „Bad Romance” în timp ce Robert Copsey de la Digital Spy i-a acordat cinci din cinci stele, comentând că refrenul „blasfemic” este demn de Eurovision – „o poveste Scooch-întâlnește-Lordi care, în mod nesurprinzător, are nevoie de câteva ascultări ca să-ți dai seama”. Mark Lepage de la ziarul The Gazette a lăudat cântecul, considerându-l un progres din punct de vedere muzical datorită versurilor și inspirațiilor artistei, indicând relația conflictuală pe care o are cu personajul Iuda din melodie. Într-o recenzie pentru The Daily Record, Rick Fulton a comparat „Judas” cu „«Like a Prayer» pe steroizi”, acordându-i trei din cinci puncte, iar revista NME a descris piesa ca fiind „cel mai groaznic single Gaga de până acum.

### Comercială
În urma lansării single-ului către magazinele digitale și stațiile radio, revista Billboard a teorizat că „Judas” va avea nevoie de vânzări între 350.000 și 400.000 de exemplare în două zile și jumătate și un număr mare de audiență la radio până pe 19 aprilie 2011 pentru a debuta pe prima poziție a clasamentului Billboard Hot 100. Single-ul a debutat pe locul 30 în topul Billboard Pop Songs, cu 1.405 de difuzări la 118 din cele 132 de stații radio, având o audiență de 13,6 milioane de ascultători. La 30 aprilie 2011, „Judas” a debutat pe locul patru în Hot Digital Songs, având vânzări de 162.000 de copii. Cântecul a debutat pe locul 10 în Hot 100—cel de-al treilea debut al solistei în top 10—și a apărut, de asemenea, în clasamentul Radio Songs, având o audiență de 26 de milioane de ascultători. În următoarea săptămână, „Judas” a coborât două poziții în Hot 100, cu 156.000 de exemplare vândute (cu 4% mai puțin). Cu toate acestea, single-ul a reușit să urce către locul 36 în Radio Songs datorită celor 34 de milioane de ascultători (cu 29% mai mult). În aceeași săptămână, piesa a ajuns pe locul 19 în topul Pop Songs, iar două săptămâni mai târziu, aceasta s-a clasat pe locul 15, poziția sa maximă. „Judas” a ocupat, de asemenea, locurile unu și 40 în clasamentele Hot Dance Club Songs și, respectiv, Adult Pop Songs. Potrivit Nielsen SoundScan, single-ul s-a vândut în un milion de exemplare digitale în Statele Unite până în februarie 2019.
În Canada, melodia a debutat pe locul nouă în clasamentul Canadian Hot 100 cu doar trei zile de vânzare, ajungând totodată pe locul cinci în topul Digital Songs datorită celor 16.000 de exemplare vândute. „Judas” a ocupat ulterior poziția sa maximă, locul opt, fiind cel mai difuzat cântec la radio al săptămânii. În clasamentul Canadian Hot 100 Airplay, single-ul a urcat de pe locul 66 pe locul 23, având o creștere a audiențelor de 161%. În Regatul Unit, piesa a debutat pe locul 14 în UK Singles Chart la 17 aprilie 2011, cu 20.729 de copii vândute. În următoarea săptămână, „Judas” a urcat către locul nouă. În Franța, single-ul a debutat pe locul nouă în topul French Singles Chart datorită celor 5.719 de exemplare vândute, ajungând ulterior pe locul șapte. În Australia, piesa a debutat pe locul șase în ARIA Singles Chart și a primit, de asemenea, discul de platină pentru cele peste 70.000 de exemplare expediate. În Irlanda și Finlanda, „Judas” a devenit un șlagăr de top cinci, clasându-se pe locurile patru și, respectiv, trei. În România, single-ul a debutat pe locul 56 la 22 mai 2011, două săptămâni mai târziu ajungând poziția sa maximă, locul 48. „Judas” a petrecut un total de 15 săptămâni neconsecutive în clasamentul Romanian Top 100. Cântecul a ajuns, de asemenea, în top 10 în clasamentele din Belgia (Valonia), Norvegia și Spania. În Germania, piesa a ajuns pe locul 23, marcând finalul celor 8 șlagăre de top 10 consecutive de la debutul artistei.

## Acuzația de plagiat
Pe 4 august 2011, Rebecca Francescatti, o textieră din Chicago, a intentat un proces împotriva lui Gaga pe motivul copierii cântecului „Juda” de pe albumul acesteia, It's All About You. Potrivit NBC Chicago, basistul care a colaborat cu Gaga, Brian Gaynor, a lucrat și pentru Francescatti. O copie a procesului a dezvăluit faptul că Francescatti și-a dorit o parte din profiturile pe care single-ul „Judas” le-a făcut, piesă care „a copiat și a încorporat porțiuni substanțiale și originale” ale lucrări.
În luna iunie anului 2014, procesul a fost respins de către un judecător federal într-un act de judecată preliminară în Chicago, afirmând că: „Diferențele [dintre cântecele «Judas» și «Juda»] depășesc similaritățile pretinse” „Suntem de acord cu pârâții că melodiile nu au versuri comune, temele sunt diferite și nu se aseamănă din punct de vedere muzical”. „Astfel, considerăm că asemănările pieselor «lipsesc în totalitate»”.

## Videoclipul

### Informații generale
„[Videoclipul] a trecut prin multe schimbări și dezbateri până noaptea târziu până când, la un moment dat, existau două puncte de vedre complet diferite iar eu am spus «Ascultați, nu vreau ca un fulger să mă lovească! Eu cred în Biblie și nu voi merge până acolo». A fost uimitor să am acea conversație despre salvare, pace și căutarea adevărului într-o cameră cu necredincioși și credincioși, iar pentru mine, acela a fost momentul în care am simțit că Dumnezeu este activ într-un mod măreț. Nu ne atingem de lucruri de care nu avem voie să ne atingem, iar inspirația, sufletul și ideea noastră a fost că din adâncul întunericului tău, din Iudaul tău, poți să ajungi în lumina minunată. Este vorba despre inspirație și despre a nu renunța niciodată ... Am creat un nou Ierusalim” 
Videoclipul muzical pentru cântecul „Judas” a fost filmat între 2 și 3 aprilie 2011, sub regia lui Gaga și a coregrafei ei, Laurieann Gibson. În duminica următoare, Gaga a postat pe Twitter: „Regizând videoclipul Judas cu sora mea @boomkack este cel mai interesant moment artistic din cariera mea. Este cea mai măreață lucrare pe care am făcut-o până acum. Ziua 2”. Stilistul Thierry Mugler și directorul creativ Nicola Formichetti au anunțat în lunea următoare că filmările s-au încheiat. Gibson a explicat pentru MTV News ideea din spatele videoclipului:
„Voi începe prin a spune că, în primul rând, sunt creștină, iar cariera mea este dovada prezenței lui Dumnezeu în viața mea, și cred că majoritatea oamenilor se gândesc deja la Gaga și blasfemie și deja premeditează abordarea ei și cred că vor fi foarte șocați atunci când vor afla cât de imens, revoluționar și liber este acest mesaj, din motive întemeiate. Și va șoca lumea, într-adevăr.”
Actorul Norman Reedus a făcut parte din distribuție, jucând rolul lui Iuda, și Gaga rolul Mariei Magdalena. Gibson și cântăreața și-au dorit ca direcția creativă a videoclipului să fie una perfectă, așa că au ales să regizeze videoclipul singure. Gibson a explicat faptul că, în videoclipul pentru „Born This Way” regizat de Nick Knight, mesajul care și-au dorit să îl transmită nu a fost prezentat în modul pe care și l-au dorit. Astfel, cu videoclipul pentru „Judas”, întreaga idee și inspirație a fost destul de evidentă. Inițial, Gaga și Gibson au contactat un regizor, însă datorită programului acestuia, nu s-au putut întâlni. Așadar, managerul solistei a rugat-o pe ea și pe Gibson să regizeze videoclipul.
Coregrafa a dezvăluit faptul că a stat puțin pe gânduri înainte de a-și da acordul, de vreme ce abia terminase lucrul pentru ediția specială pentru HBO a turneului The Monster Ball. „Este un videoclip fenomenal: foarte puternic, plin de impact. [Gaga] este o artistă atât de rezistentă și devotată. Loialitatea ei pentru mine este ceva pentru care îi voi recunoscătoare pentru totdeauna. Suntem conectate din punct de vedere spiritual. Avem nevoie una de cealaltă ... iar «Judas» este la urma urmei o reprezentare a legăturii noastre adevărate”, a adăugat aceasta. Într-un interviu pentru The Hollywood Reporter, Gibson a explicat că și-au dorit să creeze un nou Ierusalim în videoclip. Caracterul șocant al acestuia a fost adăugat în mod intenționat, însă, în cele din urmă, povestea videoclipului a fost despre opresiune, urmărirea inimii și gloria libertății. Gaga a dezvăluit pentru revista NME faptul că în videoclipul include motociclete și o scenă a morții. Aceasta a descris, de asemenea, portretizarea personajului ei ca fiind „dincolo de pocăință”, caracterizare care a evoluat din acuzațiile continue ale mass-media către ea deoarece este „fie lipsită de valoare sau îngâmfată sau asta și aia. [Videoclipul acesta] este modelul meu de a spune «Am întrecut măsura. Nici măcar nu voi încerca să mă căiesc. Și nici nu ar trebui să o fac vreodată»”. Iertarea și destinul au făcut, de asemenea, parte din videoclipul, așa că Gaga și-a dorit să prezinte asemănătoare cu cele ale lui Federico Fellini despre apostoli, fiind revoluționari într-un Ierusalim modern. Cu toate că s-a stabilit inițial ca videoclipul să aibă premiera în timpul unui episod din cel de-al zecelea sezon al emisiunii American Idol, acesta a fost difuzat prima oară în timpul emisiunii E! News pe 5 mai 2011, la ora 19:00.

### Rezumat
Videoclipul începe cu bandă de motocicliști pe o autostradă, purtând jachete de piele cu ținte. Banda de motocicliști reprezintă cei Doisprezece Apostoli care au urmat pe Iisus, inclusiv pe Iuda. Gaga, în rolul Mariei Magdalena, se apropie Iisus (rol jucat de actorul Rick Gonzalez) care poartă o coroană de aur cu spini. Printre motocicliști se numără și Iuda (Norman Reedus) care depășește motocicleta lui Gaga în timp ce aceasta îl privește într-un mod judicios. Trupa trece sub un pasaj pe măsură ce melodia începe. Aceștia ajung într-un ascunziș rustic numit „Electric Chapel”, iar solista poartă un sarong roșu și un sutien cu cruci care îi acoperă sfârcurile. Personajul lui Gaga privește curios, în timp ce Iuda intră în grupul de motocicliști și se amestecă într-o încăierare. În timp ce încearcă să îl protejeze pe Iisus de lupte, artista încearcă să-l avertizeze în legătură cu trădarea iminentă a apostolului său, însă devine hipnotizată de farmecul acestuia. Povestea este intercalată de secvențe de dans și scene de aproape în care Gaga poartă un machiaj artistic, comparat cu ochiul lui Horus. Părul blond este accentuat de o bandană roșie, o bluză albastră din piele și o rochie albă pufoasă în diferite scene ale videoclipului. Bluza albastră etalează Inima Sacră, o descriere a ceea ce Iisus a dezvăluit ca simbol al iubirii sale pentru umanitate. Gaga arată spre Petru în timpul versului „Build a house” (ro.:„Să construiești o casă) și spre ea în timpul versului „Or sink a dead body” (ro.: „Sau poți să afunzi un cadavru”).
În urma celui de-al doilea refren, cântăreața îndreaptă un pistol către gura lui Iuda, iar un ruj roșu apare și îi mânjește buzele acestuia. Scena prezintă alegerea lui Gaga de a nu îl împușca pe Iuda în inimă. Pe măsură ce versul intermediar se încheie, muzica se oprește, iar artista poate fi văzută stând într-o cadă alături de Iisus și Iuda, spălându-le picioarele și ștergându-le cu părul ei. Secvența este intercalată de cadre în care Iisus se îndreaptă către destinul său fatal și cadre în care Gaga stă singură pe o stâncă, pe măsură ce valurile o cuprind. Această scenă amintește de pictura lui Sandro Botticelli, Nașterea lui Venus. Muzica începe din nou, iar Iuda este prezentat turnând bere în cadă. În timp ce Iisus stă în picioare pe o scenă, înconjurat de susținătorii săi, Gaga cade în genunchi, încercând să îi explice un lucru. Acesta îi mângâie capul pe măsură ce Iuda îl privește. În urma sărutului fatal pe obraji între Iisus și Iuda, Gaga cade la pământ cu un strigăt tăcut și agitat. Videoclipul nu se încheie cu moartea lui Iisus sau a lui Iuda, ci cu moartea artistei, fiind bătută cu pietre de o mulțime până la ultima suflare.

### Receptare

Machiajul lui Gaga a fost comparat cu ochiul egipteanului Horus.

Înainte de lansarea oficială a videoclipului, președintele Ligii Catolice, William Anthony Donohue, a criticat alegerea artistei de a juca rolul Mariei Magdalena. Acesta a vorbit în mod exclusiv cu HollywoodLife.com despre concentrarea lui Gaga asupra lui Iuda și Mariei Magdalena, numind-o „din ce în ce mai irelevantă” în comparație cu oamenii „cu adevărat talentați”, atacând, de asemenea, decizia intenționată de a lansa cântecul și videoclipul în apropierea Săptămânii Mari și Paștelui. Într-un interviu pentru E!, Gaga a comentat faptul că videoclipul nu a fost menit să stârnească controverse, spunând în glumă că: „singurul lucru controversat legat de acest videoclip este faptul că am purtat Christian Lacroix și Chanel în același cadru. Acest videoclip nu a fost menit să fie un atac la adresa religiei. Respect și iubesc credințele tuturor. Sunt o persoană religioasă și spirituală care este obsedată de arta religioasă. Sunt obsedată de ea”. În urma lansării, Liga Catolică a emis o declarație, spunând:
„În videoclipul «Judas», Lady Gaga se joacă în mod nechibzuit cu iconografia catolică, generează câteva declarații nedorite și dansează, ca de obicei, pe linie, fără a trece peste ea. Includerea scenei botezului artificial este curioasă, la fel și aparenta slăbiciune pentru personajul Iisus. Însă dacă cineva este de părere că Liga Catolică va trece cu vederea peste ultima contribuție a lui Lady Gaga, atunci nu au nici o idee ce constituie cu adevărat anti-catolicism. Videoclipul este un dezastru incoerent care lasă spectatorul mai degrabă nedumerit decât mișcat.”
Jason Lipshutz de la revista Billboard a descris videoclipul ca fiind „un haos cu motocicliști ce se întâlnesc cu trădarea biblică”. James Montgomery de la MTV News l-a numit un clip pop pur care „cu toate că este unul care arată grozav, sigur va stârni câteva critici în lumea bisericii”, adăugând că „Judas” este o explozie artistică care se încadrează în limitele unui videoclip tradițional pop. Christian Blauvelt de la revista Entertainment Weekly nu a apreciat videoclipul inițial, numindu-l cel mai slab efort al artistei de până acum datorită coregrafiei lui Gibson și scenariului. Cu toate acestea, criticul a recunoscut că după ce l-a vizionat de câteva ori, a devenit „îndrăgostit de el”. Tris McCall de la ziarul The Star-Ledger a considerat că nu a existat nimic blasfemic sau prea îndrăzneț în legătură cu videoclipul, explicând că „este o plăcere să privești dansul” care, în opinia lui, ar fi fost mult mai bun dacă ar fi fost filmat de un cameraman mai profesionist. Potrivit criticului, singura scenă care i-a captat atenția a fost cea în care pistolul s-a dovedit a fi un ruj. Matthew Perpetua de la Rolling Stone a fost convins de faptul că videoclipul va supăra pe unii creștini datorită modului nerespectuos și sexualizat de a-l privi pe Iisus Hristos; el a mai spus că Gaga a interpretat povestea biblică în stilul ei.
Oscar Moralde de la Slant Magazine a complimentat producția videoclipului, numindu-l „uimitor” din punct de vedere vizual, adăugând totodată că „«Judas» aduce câteva mostre familiare din paleta lui Gaga (piele și lanțuri din «Telephone»; cadrul de aproape cu fața înlăcrimată din «Bad Romance») și le pune cap la cap pentru o lucrare executată în mod competent”. Într-o recenzie pentru ziarul The Washington Post, Phil Fox Rose i-a oferit o recenzie pozitivă videoclipului, descriindu-l ca fiind „dinamic, atât artistic cât și spiritual” și explicând mai apoi modul în care acuzațiile legate de religie împotriva artistei au fost complet părtinitoare. VH1 a considerat că „Judas” a fost inspirat de videoclipul Madonnei pentru „Like a Prayer”, filmele Our Lady of the Assassins, Îngerii morți și Romeo + Juliet, precum și serialul de televiziune american Lost. Revista NME a clasat „Judas” pe locul patru în topul celor mai îngrozitoare videoclipuri din istorie, descriindu-l ca fiind „o încercare nereușită a Madonna/Catolicism care este interpretată într-un mod atât de greșit încât este destul de comică”.
La MuchMusic Video Awards 2011, Gaga a câștigat premiul pentru cel mai bun videoclip al unui artist internațional pentru „Judas”. Videoclipul a mai primit două nominalizări și la MTV Video Music Awards 2011, la categoriile cea mai bună coregrafie și cea mai bună scenografie; totuși, videoclipul nu a câștigat la niciuna din categorii, pierzând în fața lui Beyoncé Knowles cu „Run The World (Girls)” la cea mai bună coregrafie, și Adele cu „Rolling in the Deep” la cea mai bună scenografie.

## Interpretări live

Gaga și un dansator interpretând „Judas” la spectacolul „Summer Concert Series” difuzat de emisiunea Good Morning America (2011)

Pe 17 aprilie 2011, Gaga a interpretat „Judas” la clubul de noapte Kennedy Lounge, din Tampa, Florida, după spectacolul Monster Ball din același oraș, care a avut loc la St. Pete Times Forum. Gaga a interpretat „Judas” live la televizor pentru prima dată la The Ellen DeGeneres Show pe 28 aprilie 2011. Ea a fost acompaniată de mai mulți dansatori care au fost îmbrăcați în călugări, iar Gaga purta un costum din latex albastru. Conform lui James Dinh de la MTV, „coregrafia [interpretării] pare a fi mai dificilă decât cele cu care ne-a obișnuit, cântăreața prezentându-ne cele mai energice mișcări de dans pe care le poate face.” La finalul melodiei, ea o pupă pe obraz pe DeGeneres, care i-l întoarce în joacă. La Festivalul de Film de la Cannes, Gaga a interpretat piesa în cadrul emisiunii Le Grand Journal. Purtând o costumație aurie, o glugă roșie și o coafură alb-negru, Gaga a interpretat o variantă energică a cântecului acompaniată de dansatori masculini, pe o scenă aflată pe malul Mării Mediterane. Gaga i-a transmis gazdei Michel Denisot că lookul ei a fost inspirat din religie și din videoclipul „Judas” „Am purtat o costumație biblică foarte romantică, și am adăugat întotdeauna piese punk rock pentru siguranță,” a adăugat Gaga.
„Judas” a fost interpretat de Gaga la The Graham Norton Show pe 13 mai 2011, iar două zile mai târziu a fost interpretat la Radio 1's Big Weekend din Carlisle, Cumbria. „Judas” a fost ultima piesă interpretată, iar după aceasta a făcut o plecăciune alături de dansatori și muzicieni, în timpul unei ploi de confetti în rândul publicului. Gaga a interpretat „Judas” în ultimul episod al sezonului 36 al emisiunii Saturday Night Live pe 1 martie 2011, după ce a interpretat la pian „The Edge of Glory”. Ea a purtat un top negru strălucitor și cizme până la genunchi. Pe 27 mai 2011, Gaga a interpretat cântecul și la Good Morning America ca parte a „Summer Concert Series”. Ea a purtat o jachetă aurie încrustată și o fustă neagră. Scena a fost plină cu mașini de aburi. Gaga a interpretat „Judas” la X Factor în Paris pe 14 iunie 2011, ca parte a unui potpuriu din „The Edge of Glory”. Interpretarea a început cu Gaga cântând la o keytară, purtând un palton îmblănit și o perucă teal. Ea a renunțat la keytară și la palton, dezvăluind o costumație sumară care includea o pereche de tanga, făcând tranziția spre piesa „Judas”. La finalul emisiunii Paul O'Grady Live, Gaga a interpretat piesele „Judas” și „Born This Way”. Ryan Love de la Digital Spy a declarat că a simțit faptul că Judas a fost cel mai bine interpretat din cele două piese de către Gaga.
„Judas” a făcut parte din lista de melodii a turneului Born This Way Ball (2012–2013). După ce a ținut un discurs despre trădare și loialitate, Gaga a interpretat piesa pe o turelă în vârful unui castel din decor. Piesa a fost remixată de DJ White Shadow. În timpul turneului, în cadrul concertului din Manila, Filipine, Gaga s-a confruntat cu amenințări de încarcerare și dat în judecată din partea a 200 de creștini din organizația Biblemode Youth Filipine. Grupul a susținut un marș de protest împotriva muzicii ei „blasfemitoare”, fiind în principal deranjați de cântecul „Judas”, care îl înjosea pe Iisus Hristos. Ca răspuns la aceste proteste, Gaga a declarat printr-un comunicat oficial că „Nu sunt creatura guvernului vostru, Manila” și a interpretat „Judas”. În urma controversei, autoritățile romano-catolice au aprobat concertele din 21 mai 2012 și marțea următoare, impunând restricții în ceea ce privește nuditatea și acte vulgare în timpul interpretării.
În 2014, „Judas” a făcut parte din lista pieselor interpretate de Gaga în cadrul turneului ArtRave: The Artpop Ball, în care a purtat o costumație neagră din piele inspirată din sado-masochism. Cântecul a fost de asemenea interpretat la spectacolul de la reședința din Las Vegas, Lady Gaga Enigma 2018–2019. Gaga a purtat un costum care arăta ca o armură, cu părți luminate, interpretând piesa „Judas” la keytară.

## Ordinea pieselor pe disc
| - Descărcare digitală 1. „Judas” – 4:09 - CD single 1. „Judas” – 4:10 2. „Born This Way” (Twin Shadow Remix) – 4:19 - Judas – The Remixes 1. „Judas” (Goldfrapp Remix) – 4:42 2. „Judas” (Hurts Remix) – 3:57 3. „Judas” (Mirrors Une Autre Monde – Nuit) – 6:14 4. „Judas” (Guéna LG Club Remix) – 7:41 5. „Judas” (John Dahlbäck Remix) – 6:01 6. „Judas” (Chris Lake Remix) – 5:09 7. „Judas” (R3HAB Remix) – 4:56 | - Cântec bonus 1. „Judas” (Thomas Gold Remix) – 5:32 - Judas – The Remixes Part 1 1. „Judas” (Goldfrapp Remix) – 4:42 2. „Judas” (Hurts Remix) – 3:56 3. „Judas” (Mirrors Une Autre Monde – Nuit) – 6:14 4. „Judas” (Guéna LG Club Remix) – 7:40 - Judas – The Remixes Part 2 1. „Judas” (Röyksopp's European Imbecile Mix) – 3:51 2. „Judas” (John Dahlbäck Remix) – 6:00 3. „Judas” (Chris Lake Remix) – 5:09 4. „Judas” (R3HAB Remix) – 4:56 5. „Judas” (Mirrors Une Autre Monde Mix – Jour) – 4:17 |

## Acreditări și personal
Înregistrare
- Înregistrat la Studiourile Gang (Paris, Franța)
- Mixat la Studiourile Henson (Los Angeles, California)
- Masterizat la Oasis Mastering (Burbank, California)

Personal
- Lady Gaga –  voce, textier, producător, acompaniament vocal
- RedOne – textier, producător, editare voce, aranjament vocal, acompaniament vocal, inginer de sunet, instrumentație, programare, înregistrare
- Trevor Muzzy – înregistrare, editare voce, inginer de sunet, instrumentație, programare, mixaj audio
- Dave Russell – înregistrare suplimentară
- Gene Grimaldi – masterizare audio

Acreditări adaptate de pe broșura albumului Born This Way.

## Prezența în clasamente
| Țară (clasament 2011)                          | Poziția maximă | Referință |
| ---------------------------------------------- | -------------- | --------- |
| Australia (ARIA)                               | 6              | [ 46 ]    |
| Austria (Ö3 Austria Top 40)                    | 6              | [ 107 ]   |
| Belgia (Ultratop 50 Flandra)                   | 6              | [ 51 ]    |
| Belgia (Ultratop 50 Dance Flandra)             | 10             | [ 51 ]    |
| Belgia (Ultratop 50 Valonia)                   | 4              | [ 108 ]   |
| Belgia (Ultratop 50 Dance Valonia)             | 4              | [ 108 ]   |
| Brazilia (Brasil Hot 100 Airplay)              | 2              | [ 109 ]   |
| Canada (Canadian Hot 100)                      | 8              | [ 41 ]    |
| Canada (CHR/Top 40)                            | 8              | [ 110 ]   |
| Canada (Hot AC)                                | 15             | [ 111 ]   |
| Cehia (Rádio Top 100)                          | 10             | [ 112 ]   |
| Coreea de Sud (Gaon)                           | 1              | [ 113 ]   |
| Danemarca (Tracklist)                          | 10             | [ 114 ]   |
| Europa (Euro Digital Songs)                    | 7              | [ 115 ]   |
| Elveția (Schweizer Hitparade)                  | 8              | [ 116 ]   |
| Finlanda (Suomen virallinen lista)             | 3              | [ 49 ]    |
| Franța (SNEP)                                  | 7              | [ 117 ]   |
| Germania (Official German Charts)              | 23             | [ 52 ]    |
| Grecia (Greece Digital Songs)                  | 7              | [ 118 ]   |
| Irlanda (IRMA)                                 | 4              | [ 48 ]    |
| Israel (Media Forest)                          | 6              | [ 119 ]   |
| Italia (FIMI)                                  | 3              | [ 120 ]   |
| Japonia (Japan Hot 100)                        | 3              | [ 121 ]   |
| Luxemburg (Luxembourg Digital Songs)           | 2              | [ 122 ]   |
| Norvegia (VG-lista)                            | 3              | [ 123 ]   |
| Noua Zeelandă (RMNZ)                           | 12             | [ 124 ]   |
| Olanda (Dutch Top 40)                          | 24             | [ 125 ]   |
| Olanda (Single Top 100)                        | 5              | [ 126 ]   |
| Portugalia (Portugal Digital Songs)            | 5              | [ 127 ]   |
| Regatul Unit (OCC)                             | 8              | [ 128 ]   |
| România (Romanian Top 100)                     | 48             | [ 50 ]    |
| Rusia (Russian Download Chart)                 | 9              | [ 129 ]   |
| Rusia (Tophit)                                 | 67             | [ 130 ]   |
| Scoția (Official Charts Company)               | 5              | [ 131 ]   |
| Slovacia (Rádio Top 100)                       | 4              | [ 132 ]   |
| Spania (PROMUSICAE)                            | 6              | [ 133 ]   |
| Suedia (Sverigetopplistan)                     | 7              | [ 134 ]   |
| Statele Unite ale Americii (Billboard Hot 100) | 10             | [ 135 ]   |
| Statele Unite ale Americii (Adult Top 40)      | 40             | [ 136 ]   |
| Statele Unite ale Americii (Dance Club Songs)  | 1              | [ 37 ]    |
| Statele Unite ale Americii (Latin Pop Songs)   | 22             | [ 137 ]   |
| Statele Unite ale Americii (Mainstream Top 40) | 15             | [ 138 ]   |
| Statele Unite ale Americii (Rythmic airplay)   | 36             | [ 139 ]   |
| Ungaria (Single Top 40)                        | 3              | [ 140 ]   |

| Țară (clasament 2011)                             | Poziția maximă | Referință |
| ------------------------------------------------- | -------------- | --------- |
| Australia (ARIA Dance)                            | 28             | [ 141 ]   |
| Belgia (Ultratop 50 Flandra)                      | 77             | [ 142 ]   |
| Belgia (Ultratop 50 Dance Flandra)                | 92             | [ 143 ]   |
| Belgia (Ultratop 50 Valonia)                      | 25             | [ 144 ]   |
| Belgia (Ultratop 50 Dance Valonia)                | 28             | [ 145 ]   |
| Canada (Canadian Hot 100)                         | 73             | [ 146 ]   |
| Franța (SNEP)                                     | 48             | [ 147 ]   |
| Italia (FIMI)                                     | 82             | [ 148 ]   |
| Japonia (Japan Hot 100)                           | 14             | [ 149 ]   |
| Regatul Unit (Official Charts Company)            | 74             | [ 150 ]   |
| Spania (PROMUSICAE)                               | 28             | [ 151 ]   |
| Suedia (Sverigetopplistan)                        | 92             | [ 152 ]   |
| Statele Unite ale Americii (Hot Dance Club Songs) | 41             | [ 153 ]   |
| Ungaria (Rádios Top 100)                          | 57             | [ 154 ]   |

## Certificări
| \| Țara \| Vânzări/ puncte \| Certificare \| Referințe \| \| --------------------------------- \| --------------- \| ----------- \| ---------- \| \| Australia (ARIA) \| +70.000 \| \| [47] \| \| Coreea de Sud (Gaon Chart) \| +370.000 \| \| [155] \| \| Franța (SNEP) \| +75.000 \| \| [156] \| \| Italia (FIMI) \| +15.000 \| \| [157] \| \| Japonia (RIAJ) (Format mobil) \| +100.000 \| \| [158] \| \| Japonia (RIAJ) (Format PC) \| +100.000 \| \| [159] \| \| Noua Zeelandă (RMNZ) \| +7.500 \| \| [160] \| \| Regatul Unit (BPI) \| +200.600 \| \| [161] \| \| Spania (PROMUSICAE) \| +20.000 \| \| [162] \| \| Suedia (GLF) \| +40.000 \| \| [163] \| \| Statele Unite ale Americii (RIAA) \| +984.000 \| \| [164][165] \| | Note - reprezintă „disc de platină”; - reprezintă „disc de aur”; - reprezintă „disc de argint”. - reprezintă „dublu disc de platină”; |             |                 |
| Țara | Vânzări/ puncte | Certificare | Referințe       |
| Australia (ARIA) | +70.000 |             | [ 47 ]          |
| Coreea de Sud (Gaon Chart) | +370.000 |             | [ 155 ]         |
| Franța (SNEP) | +75.000 |             | [ 156 ]         |
| Italia (FIMI) | +15.000 |             | [ 157 ]         |
| Japonia (RIAJ) (Format mobil) | +100.000 |             | [ 158 ]         |
| Japonia (RIAJ) (Format PC) | +100.000 |             | [ 159 ]         |
| Noua Zeelandă (RMNZ) | +7.500 |             | [ 160 ]         |
| Regatul Unit (BPI) | +200.600 |             | [ 161 ]         |
| Spania (PROMUSICAE) | +20.000 |             | [ 162 ]         |
| Suedia (GLF) | +40.000 |             | [ 163 ]         |
| Statele Unite ale Americii (RIAA) | +984.000 |             | [ 164 ] [ 165 ] |

## Datele lansărilor
| Țară                       | Dată            | Format                               |
| -------------------------- | --------------- | ------------------------------------ |
| În întreaga lume           | 15 aprilie 2011 | Descărcare digitală                  |
| Coreea de Sud              | 18 aprilie 2011 | Descărcare digitală                  |
| Statele Unite ale Americii | 26 aprilie 2011 | Difuzare radio                       |
| Germania                   | 13 mai 2011     | CD single                            |
| Polonia                    | 13 mai 2011     | CD single                            |
| Regatul Unit               | 16 mai 2011     | CD single                            |
| Statele Unite ale Americii | 16 mai 2011     | Descărcare digitală – Versiuni remix |
| Australia                  | 16 mai 2011     | Descărcare digitală – Versiuni remix |
| Regatul Unit               | 16 mai 2011     | Descărcare digitală – Versiuni remix |
| Italia                     | 17 mai 2011     | CD single                            |
| Taiwan                     | 20 mai 2011     | CD single                            |
| Statele Unite ale Americii | 24 mai 2011     | CD single                            |
| Germania                   | 1 iulie 2011    | CD single – Versiuni remix 2         |